# Bertha Jordaan-van Heek
Engelberta Auguste (Bertha) Jordaan-van Heek (Enschede, 31 oktober 1876 – Wettringen, 23 maart 1960) was een Nederlandse schilderes.

## Leven en werk
Van Heek was lid van de familie van textielfabrikanten Van Heek en een dochter van Gerrit Jan van Heek (1837-1915) en diens tweede echtgenote Christine Friederike Meier (1842-1920). Ze trouwde in 1904 met de arts Theodoor Emile ter Kuile (1875-1941) en, na scheiding, in 1907 met de bankier Jan Jordaan (1873-1935), lid van de firma Banque Jordaan et Cie. te Parijs.
Van Heek volgde lessen bij Alexis Vollon in Parijs. Ze schilderde bloemen, interieurs, landschappen en portretten.
Het echtpaar Jordaan-van Heek kocht in 1929 het Huis Welbergen in het Duitse Ochtrup. In 1959 werd de Bertha Jordaan-van Heek stichting opgericht, die het huis en landgoed beheert, maar ook uitwisseling van kunst en wetenschap tussen Nederland en Duitsland wil bevorderen.
- Biografisch Portaal: 92210531
- Gemeinsame Normdatei: 119164000
- International Standard Name Identifier: 0000 0000 1050 7164
- RKD-Nederlands Instituut voor Kunstgeschiedenis: 89961
- Virtual International Authority File: 67269830